# Дагмор, Эдвард
Эдвард Дагмор (англ. Edward Dugmore; 1915—1996) — американский художник-экспрессионист, тесно связанный с искусством Сан-Франциско и Нью-Йорка после Второй мировой войны.

## Биография
Родился 20 февраля 1915 года в Хартфорде, штат Коннектикут.
Учился искусству в Художественной школе Хартфорда (Hartford Art School), затем летом 1941 года отправился в Канзас-Сити, чтобы учиться у Томаса Бентона в Художественном институте Канзас-Сити, где получил степень бакалавра изящных искусств (BFA). В 1943 году Эдвард поступил на службу в Корпус морской пехоты, участвовал во Второй мировой войне и после увольнения преподавал живопись и рисунок в колледже St. Joseph’s College в Западном Хартфорде.
В 1948 году Дагмор воспользовался биллем G.I. Bill и переехал на запад США в Сан-Франциско, чтобы продолжить свое обучение искусству в Калифорнийской школе изящных искусств (ныне Институт искусств Сан-Франциско). Там он учился у Клиффорда Стилла, который оказал влияние на развитие Эдварда Дагмора как художник и как близкий друг. Также Дагмор также стал большим другом однокурсника и художника Эрнеста Бриггса. В этот период своего творчества вместе с другими художниками стал организатором художественной галереи под названием Metart Gallery.
В 1951 году Дагмор переехал в Мексику, жил в Гвадалахаре и учился в Университете Гвадалахары, получив диплом магистра изящных искусств (MFA). В 1952 году он переехал в Нью-Йорк и начал выставляться вместе с другими художниками абстрактного экспрессионизма в галерее Stable Gallery, где у него впоследствии прошли три персональные выставки. В 1960-х годах его работы были показаны в галерее Howard Wise Gallery, а в 1970-х годах — в галерее Green Mountain Gallery.
Умер от рака лёгких 13 июня 1996 года в собственном доме Миннеаполисе, штат Миннесота. У него остались жена Эдит Ослунд (Edith Oslund) и дочь Линда Шэннон (Linda Shannon).
Дагмор был удостоен стипендии Гуггенхайма в 1966 году, грантов Национального фонда искусств в 1976 и 1985 годах, а также премии фонда Pollock-Krasner Foundation в 1995 году. В 1992 году он был избран ассоциированным членом Национальной академии дизайна, полным академиком стал  в 1994 году.

## Творчество
Эдвард Дагмор был участником многих персональных и групповых выставок. Его работы были представлены для публики в государственных учреждениях, художественных галереях и многих музеях, среди которых Музей искусств округа Гринвилл; Вустерский музей искусств; Художественный музей Кливленда; Галерея искусства Коркоран; Портлендский художественный музей; Музей искусств Норы Экклс Харрисон; Музей современного искусства Сан-Франциско; Оклендский музей Калифорнии; Художественный музей Антуан-Лекюйер (организована во Франции Нью-Йоркским музеем современного искусства) и многие другие. 
Его работы находятся в постоянной коллекции ряда выдающихся музеев, включая Галерею искусства Коркоран, Художественную галерею Олбрайт-Нокс, Музей Хиршхорн и сад скульптур, Центр искусств Уокера, Коллекцию Менил.